# 牙衣河乡
牙衣河乡，是中华人民共和国四川省甘孜藏族自治州雅江县下辖的一个乡镇级行政单位。

## 行政区划
牙衣河乡下辖以下地区：
牙衣河村、木恩村、江中堂村、江益西村和牙英村。